# Jiřina Fialová
Jiřina Fialová (* 29. března 1950 Horní Beřkovice) je česká politička, v letech 2002 až 2010 poslankyně Poslanecké sněmovny PČR, v letech 2000 až 2020 zastupitelka Středočeského kraje (v letech 2012 až 2016 také radní kraje), členka KSČM.

## Biografie
Narodila se v Horních Beřkovicích, od roku 1977 žije v obci Vraňany. Je rozvedená, má dva syny a pět vnoučat. V letech 1969–1971 pracovala coby úpravářka vody v kotelně v Psychiatrické léčebně Horní Beřkovice, pak v období let 1973–1977 jako skladnice, expedientka, materiálová účetní a sekretářka ředitele v podniku Prefa, závod Porobeton Horní Počaply. Po přesídlení do Vraňan zde byla v letech 1977–1986 zaměstnána jako skladnice, vedoucí skladu velkokuchyní a pracovnice dopravního oddělení v místním podniku Kovoslužba.
Politicky se angažovala již za normalizace. V letech 1986-1990 byla předsedkyní MNV ve Vraňanech (poslankyní MNV již od roku 1982). Roku 1990 byla zvolena do Okresního výboru KSČ v Mělníku a zůstala členku obecního zastupitelstva ve Vraňanech. V období let 1990-1991 pracovala jako domácí šička dětských kočárků pro firmu Liberta Mělník. Následně byla v letech 1991-1998 velitelkou ostrahy závodu Kovoslužba ÚS Vraňany. I po sametové revoluci zůstala politicky aktivní, zpočátku na místní úrovni. V komunálních volbách roku 1994, komunálních volbách roku 1998, komunálních volbách roku 2002, komunálních volbách roku 2006 a komunálních volbách roku 2010 byla zvolena do zastupitelstva obce Vraňany za KSČM. Profesně se k roku 1998 uvádí jako strážná, následně roku 2002 coby starostka. Funkci starostky vykonávala v letech 1998 – 2002.
Ve volbách v roce 2002 byla zvolena do poslanecké sněmovny za KSČM (volební obvod Středočeský kraj). Byla místopředsedkyní mandátového a imunitního výboru a členkou ústavněprávního výboru. Mandát poslankyně obhájila ve volbách v roce 2006. Byla nyní místopředsedkyní sněmovního výboru pro zdravotnictví. Ve sněmovně setrvala do voleb v roce 2010.
V krajských volbách roku 2000 a opětovně v krajských volbách roku 2004, krajských volbách roku 2008 a krajských volbách roku 2012 byla zvolena do Zastupitelstva Středočeského kraje za KSČM. V zastupitelstvu zastávala post místopředsedkyně klubu zastupitelů za KSČM. Po volbách v roce 2012 se stala krajskou radní pro zdravotnictví. Strana Věci veřejné její nástup do funkce kritizovala s tím, že Fialová nemá ukončené středoškolské vzdělání (studovala Střední všeobecně vzdělávací školu v Roudnici nad Labem, ale pro nástup na mateřskou dovolenou ji nedokončila) a není kompetentní pro tento rezort. Ve volbách v roce 2016 obhájila za KSČM post zastupitelky Středočeského kraje, skončila však ve funkci radní. Také ve volbách v roce 2020 obhajovala post zastupitelky kraje, ale neuspěla.
V senátních volbách roku 2004 kandidovala neúspěšně do horní komory parlamentu za senátní obvod č. 28 - Mělník. Získala 10 % hlasů a nepostoupila do 2. kola.
V roce 1999 jí byl spolu s Karlem Erbenem a Svazem pacientů udělen Českým klubem skeptiků Sisyfos bronzový Bludný balvan v kategorii družstev za „prosazování neověřené metody léčby nádorů snížením hladiny homocysteinu“.